# Regulone
Un regulone è un sistema di controllo genico batterico per cui più operoni sono sotto controllo primario di un'unica proteina di regolazione.
Un esempio è il regulone del maltosio, per il quale gli enzimi necessari alla sua metabolizzazione sono codificati da geni situati in diversi operoni.
Quando è presente il maltosio nel mezzo di coltura esso si lega e rende attiva una proteina regolatrice, detta attivatore, che si lega a specifiche regioni del DNA rendendo più stabile il legame tra RNA polimerasi e DNA.
Più reguloni possono formare un modulone.